# Puškinski most
Puškinski (Andrejevski) most (rus. Пу́шкинский (Андреевский) мост je pješački most, sagrađen na rijeci Moskvi u gradu Moskvi. Spaja Puškinsku obalu Neskučnog vrta s Frunzenskom obalom. Sagrađen je 2000. godine, a iskorištena je konstrukcija starog, željezničkog, Andrejevskog mosta, sagrađenog između 1905. i 1907. godine prema projektu L.D. Proskurjakova i A.N. Pomeranceva, te je spomenik arhitekture i inženjerstva.
Glavni luk pješačkog mosta, mase oko 1500 tona, bio je premješten na sadašnje mjesto trima teglenicama 1999. godine. Cijeli je kompleks radova trajao jedanaest mjeseci, plovidba na rijeci je bila pregrađena osam i pol dana, ali tegljenje je trajalo ustvari sat i pol. Budući da je riječno korito na novom mjestu šire nego u Lužnjikima (jugozapadnom dijelu moskovskog rajona Hamovniki), luk se s Frunzenske obale ne opire na zglob obalnog potpornja, nego na pomoćni koritski potporanj; između zgloba luka i obale dva su armirana luka načinjena od greda po 25 m, ukrašena lažnim lukovima. Potpornji stoje na drvenim rešetkama, a pod njima su usađeni stupovi i šipovi dubine do 17 m.
Prilikom izgradnje Puškinskog mosta bila je iskorištena konstrukcija starog Andrejevskog mosta, tj. njegov glavni luk, na ulazu na most s Puškinske obale (Neskučnog vrta) sačuvana je tablica s kratkom poviješću Andrejevskog mosta, te se zato Puškinski most često naziva Andrejevski. Osim toga, na većini karata Moskve most je označen upravo kao Andrejevski. Također se pod tim imenom nalazi u nizu priručnika i enciklopedija. Zato, iako je njegov službeni naziv Puškinski, prema nastalom običaju pravilnije ga je nazivati "Puškinski (Andrejevski) most".

## Galerija
- Puškinski most (srpanj 2008.)
- Puškinski most noću (studeni 2007.)
- Stakleni most prema Neskučnom vrtu
- Rijeka Moskva uzvodno od Parka Gorkog, u pozadini Puškinski most